# Carl Sigismund Gelhaar
Carl Sigismund Gelhaar, född 1767 i Dresden, Kurfurstendömet Sachsen, Tyskromerska riket, död 11 mars 1814, var en tysk pukslagare och klarinettist. 

## Biografi
Carl Sigismund Gelhaar föddes 1767 i Dresden. Gelhaar anställdes 1785 som klarinettist i Hovkapellet tillsammans med sju andra musiker som även ingick i Gustav IIIs privata harmonimusikkår. Han var även hovpukslagare 1792-1810 samt musikdirektör vid Svea Livgarde 1812-1814.
Han slutade omkring 1793 som klarinettist vid Kungliga hovkapellet. Han var gift med Anna Margareta Palm. Gelhaar avled 11 mars 1814.